# Callionima acuta
Callionima acuta är en fjärilsart som beskrevs av Rothschild och Jordan 1910. Callionima acuta ingår i släktet Callionima och familjen svärmare. Inga underarter finns listade i Catalogue of Life.

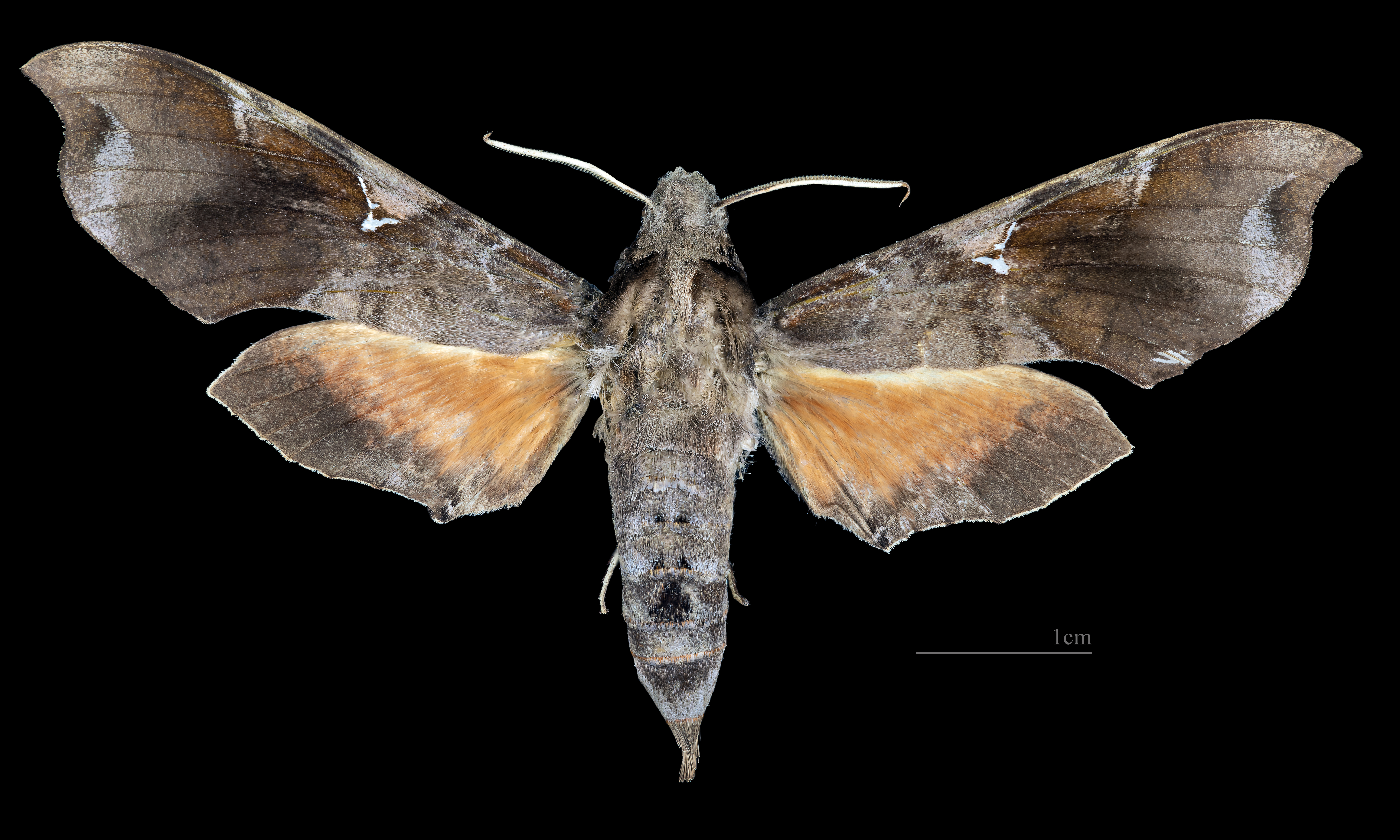
Callionima acuta ♀
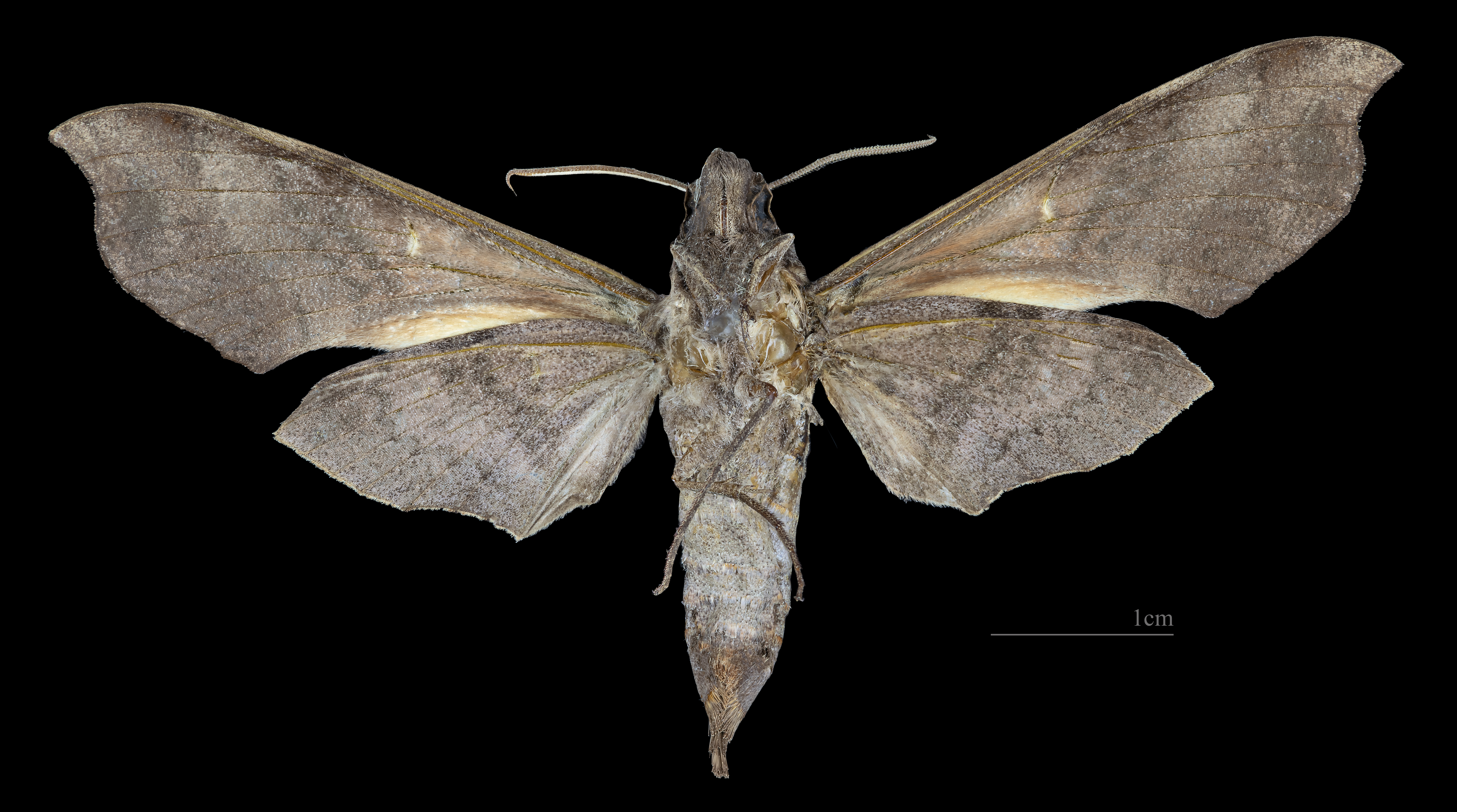
Callionima acuta ♀ △